# Les Mandarins
Pour les articles homonymes, voir Mandarin.
 (mai 2024).
Si vous disposez d'ouvrages ou d'articles de référence ou si vous connaissez des sites web de qualité traitant du thème abordé ici, merci de compléter l'article en donnant les références utiles à sa vérifiabilité et en les liant à la section « Notes et références ».
Les Mandarins est un roman de Simone de Beauvoir publié le 21 octobre 1954 aux éditions Gallimard et ayant obtenu le prix Goncourt la même année. Il est dédié à Nelson Algren, un écrivain communiste américain avec lequel Beauvoir entretenait une intense relation depuis 1947.

## Résumé
Dans ce roman, Simone de Beauvoir met en scène un groupe d'intellectuels parisiens qui confrontent leurs réflexions sur la société française en 1944 au sortir de la Seconde Guerre mondiale, qui s'apprête à entrer dans la période de la guerre froide et de la guerre d'Algérie. Le récit est mené alternativement à la première personne par deux narrateurs : Anne Dubreuilh est une psychiatre et l'épouse d'un grand écrivain engagé, Robert Dubreuilh, mentor en littérature et politique de l'autre personnage principal du roman, Henri Perron. Celui-ci, écrivain, âgé d'une trentaine d'années, a été résistant. Il dirige un journal de gauche, intitulé L'Espoir, qui est né dans la clandestinité en 1943. Il vit avec Paule, sa compagne de dix ans, qu'il n'aime plus et qui tente désespérément de sauver leur couple en niant les évidences et en acceptant toutes les demandes d'Henri, qui a plusieurs liaisons, déserte le foyer, et s'investit tout entier dans son travail de directeur de la publication. Le journal lutte en effet financièrement pour sa survie et politiquement pour son indépendance, ses collaborateurs cherchant à se démarquer des communistes et à proposer une alternative sans renier leur appartenance à la gauche. Dubreuilh réussit à convaincre Henri d'allier l'Espoir au tout jeune parti de gauche S.R.L., qu'il vient de fonder, afin d'aider le mouvement à diffuser ses idées auprès des masses ouvrières pour les élections de 1946, tout en laissant l'absolu contrôle et l'indépendance de la ligne éditoriale à son directeur. Dans leur cercle d'intellectuels de gauche du Paris de l'après-guerre, les débats d'idées et de morale se font violents parmi ces jeunes gens engagés vers une cause commune durant la guerre et qui se trouvent maintenant en position de devoir choisir leur camp entre l'idéal communiste incarné par l'URSS victorieuse de la barbarie nazie, mais sous la coupe de Staline, et le capitalisme libéral américain qui asservit les travailleurs.
En 1947, Henri décide de publier un article dénonçant les camps de travail forcé en Union soviétique et finit par rompre les liens entre le journal et le S.R.L sur un mensonge visant à lui faire croire que Dubreuilh est membre du Parti communiste français. Sa rupture avec son mentor le laisse d'autant plus amer qu'au même moment sa vie intime avec Paule, qui devient de plus en plus délirante, prend définitivement fin et qu'il entame une liaison avec Josette, une très jeune femme, qu'il a rencontrée à l'occasion d'un diner et dont la mère lui assure son soutien financier pour monter la pièce de théâtre qu'il vient d'écrire en échange du rôle principal pour sa fille. Henri finit par se prendre de passion charnelle pour Josette, délaisse ses anciens amis, et semble renier les idéaux qui furent les siens jusqu'au jour où il découvre que celle-ci et sa mère furent soupçonnées de collaboration avec les Allemands.
De son côté, Anne Dubreuilh, à l'occasion d'un voyage professionnel aux États-Unis, fait la rencontre d'un écrivain de Chicago, Lewis Brogan, dont elle tombe passionnément amoureuse après tant d'années de vie sage et platonique aux côtés de son mari. Ce sera une intense période de vie commune pour les deux amants qui doivent se séparer après quelques mois. Anne retourne en France en promettant de revenir l'année suivante.

## Analyse
Quoi que l'éditeur ait pu imprimer en quatrième de couverture lors de la sortie du roman, ce roman est largement inspiré de la vie de Simone de Beauvoir et de celles de ses proches. Anne Dubreuilh est une femme intellectuelle très présente aux côtés de son mari, écrivain très engagé à gauche en politique qui pourrait être Jean-Paul Sartre. Henri Perron, quant à lui, fait clairement penser à Albert Camus qui prit la direction du quotidien clandestin indépendant Combat en 1943 et fut très proche de Sartre à partir de 1944.
De la même manière, la brouille entre Dubreuilh et Perron n'est pas sans rappeler celle qui se produisit entre Sartre et Camus en 1952 après la publication d'un article du premier attaquant le second. À travers son roman, Simone de Beauvoir évoque aussi sa relation passionnelle avec celui à qui est dédié l'ouvrage, Nelson Algren, se reconnaissant facilement sous les traits du personnage de Lewis Brogan. Parmi les éléments autobiographiques, se retrouve la narration du voyage qu'ils ont effectué ensemble en Amérique latine, l'importance de l'anneau qu'Algren/Brogan offre à Anne/Beauvoir (et avec lequel elle est enterrée)…

Le thème central du roman est la description du rôle de l'intellectuel français engagé dans les luttes politiques et ses moyens d'action pour la diffusion de ses idées dans une société meurtrie par la guerre et la découverte de la Shoah, consciente des conséquences des bombardements de Hiroshima et Nagasaki, devant se positionner par rapport aux nouveaux grands équilibres qui vont gérer le monde dans les années à venir. Cette position est fragile et selon Beauvoir semble vouée à une certaine futilité : 

« Henri ne trouvait pas ça satisfaisant du tout ; il n'aimait pas penser que d'un bout à l'autre de cette affaire il avait été mené en bateau. Il avait eu de grands débats de conscience, des doutes, des enthousiasmes, et d'après Dubreuilh les jeux étaient faits d'avance. Il se demandait souvent qui il était ; et voilà ce qu'on lui répondait : il était un intellectuel français grisé par la victoire de 44 et ramené par les événements à la conscience lucide de son inutilité. »

## Accueil critique
Le livre est récompensé par le prix Goncourt de 1954. Il scelle la brouille définitive entre Jean-Paul Sartre, l'équipe des Temps modernes, Simone de Beauvoir, et Albert Camus.

## Éditions
- Éditions Gallimard, 1954.
- Le Livre de poche, LGF, 2 vol., no 2381 et no 2499, 1968.
- Coll. « Folio », éditions Gallimard, 2 vol., no 114 et no 115, 1972.